# Kasey Smith
Kasey Leeann Smith (Dublin, 29 maart 1990) is een Iers zangeres.

## Biografie
In 2013 nam ze deel aan Eurosong, de Ierse preselectie voor het Eurovisiesongfestival. Met het nummer Kiss me eindigde ze op de derde plaats. Een jaar later waagde ze opnieuw haar kans, ditmaal samen met de groep Can-Linn. Met het nummer Heartbeat wisten ze zowel van de vakjury als van de televoters de meeste stemmen te verkrijgen, waardoor ze haar vaderland mocht vertegenwoordigen op het Eurovisiesongfestival 2014, dat in de Deense hoofdstad Kopenhagen werd gehouden. Ze raakten er niet verder dan de halve finale.
1965: Butch Moore · 
1966: Dickie Rock · 
1967: Sean Dunphy · 
1968: Pat McGeegan · 
1969: Muriel Day · 
1970: Dana · 
1971: Angela Farrell · 
1972: Sandie Jones · 
1973: Maxi · 
1974: Tina Reynolds · 
1975: The Swarbriggs · 
1976: Red Hurley · 
1977: The Swarbriggs Plus Two · 
1978: Colm Wilkinson · 
1979: Cathal Dunne · 
1980: Johnny Logan · 
1981: Sheeba · 
1982: The Duskeys · 
1984: Linda Martin · 
1985: Maria Christian · 
1986: Luv Bug · 
1987: Johnny Logan · 
1988: Jump the Gun · 
1989: Kiev Connolly & The Missing Passengers · 
1990: Liam Reilly · 
1991: Kim Jackson · 
1992: Linda Martin · 
1993: Niamh Kavanagh · 
1994: Paul Harrington & Charlie McGettigan · 
1995: Eddie Friel · 
1996: Eimear Quinn · 
1997: Marc Roberts · 
1998: Dawn Martin · 
1999: The Mullans · 
2000: Eamonn Toal · 
2001: Gary O'Shaughnessy · 
2003: Mickey Harte · 
2004: Chris Doran · 
2005: Donna & Joe · 
2006: Brian Kennedy · 
2007: Dervish · 
2008: Dustin the Turkey · 
2009: Sinéad Mulvey & Black Daisy · 
2010: Niamh Kavanagh · 
2011: Jedward · 
2012: Jedward · 
2013: Ryan Dolan · 
2014: Can-linn feat. Kasey Smith · 
2015: Molly Sterling · 
2016: Nicky Byrne · 
2017: Brendan Murray · 
2018: Ryan O'Shaughnessy · 
2019: Sarah McTernan · 
2021: Lesley Roy · 
2022: Brooke · 
2023: Wild Youth · 
2024: Bambie Thug · 
2025: Emmy